# Хорава, Бачана
Бачана Хорава (груз. ბაჩანა ხორავა; род. 15 марта 1993, Чхороцку, Самегрело — Земо-Сванети) — грузинский легкоатлет, специалист по прыжкам в длину. Выступает за сборную Грузии по лёгкой атлетике с 2009 года, обладатель бронзовой медали чемпионата Европы среди молодёжи, победитель и призёр первенств национального значения, действующий рекордсмен страны по прыжкам в длину в помещении, участник летних Олимпийских игр в Рио-де-Жанейро.

## Биография
Бачана Хорава родился 15 марта 1993 года в городе Чхороцку края Самегрело-Верхняя Сванетия.
Начал заниматься лёгкой атлетикой в 2008 году, первое время выступал в беговых спринтерских дисциплинах.
Впервые заявил о себе на международном уровне в сезоне 2009 года, когда вошёл в состав грузинской национальной сборной и выступил на юношеском мировом первенстве в Брессаноне — стартовал здесь в беге на 100 и 200 метров.
В 2013 году бежал эстафеты 4 × 100 и 4 × 400 метров на молодёжном европейском первенстве в Тампере.
С 2015 года специализировался на прыжках в длину, в частности принял участие в чемпионате Европы в помещении в Праге, побывал на молодёжном европейском первенстве в Таллине, откуда привёз награду бронзового достоинства — уступил только немцу Фабиану Хайнле и чеху Радеку Юшке. Также в этом сезоне был лучшим в личном зачёте на впервые проводившихся Европейских играх в Баку.
В феврале 2016 года на зимнем чемпионате Грузии в Тбилиси установил национальный рекорд страны по прыжкам в длину в закрытых помещениях — 8,25 метра. Благодаря череде удачных выступлений удостоился права защищать честь страны на летних Олимпийских играх в Рио-де-Жанейро — на предварительном квалификационном этапе прыжков в длину показал результат 7,77 метра и в финал не вышел.
После Олимпиады в Рио Хорава остался в составе грузинской легкоатлетической команды на ещё один олимпийский цикл и продолжил принимать участие в крупнейших международных стартах. Так, в 2017 году он находился среди участников чемпионата Европы в помещении в Белграде, выиграл бронзовую медаль на чемпионате Балкан в Нови-Пазаре.